# Armagnac (province)
Pour les articles homonymes, voir Armagnac.
Entités précédentes :
- Auscii et Elusates
- Gaule aquitaine
- Duché de Gascogne
- Comté de Fezensac
- Comté d'Armagnac

Entités suivantes :
- Départements du Gers et des Landes
- Régions Midi-Pyrénées (aujourd'hui Occitanie) et Aquitaine (auj. Nouvelle-Aquitaine)

L'Armagnac (en gascon Armanhac même prononciation qu'en français) est une ancienne circonscription de la province de Gascogne et une région naturelle, située principalement sur le territoire du département actuel du Gers et à l'est des Landes, dans les deux régions de Nouvelle-Aquitaine et d'Occitanie. Sa ville principale et capitale historique est Eauze. Le comté d'Armagnac eut pour capitale historique Lectoure, qui demeura le siège de la sénéchaussée d'Armagnac après la création de la généralité de Montauban. La province est mondialement connue pour sa production d'eau-de-vie portant son nom.

## Géographie
Centré sur la moyenne vallée de la Baïse, l'Armagnac est distribué sur un axe est-ouest à hauteur d'Eauze et d'Auch. On distingue principalement le Haut-Armagnac ou Armagnac blanc (Auch), à sol calcaire, plus tourné vers la maïsiculture que la viticulture, le Bas-Armagnac ou Armagnac noir, correspondant aux vallées de la Douze et du Midou, auquel on adjoint l'Eauzan (Eauze), un peu plus au nord, le Gabardan des Petites-Landes (Gabarret) à l'ouest, ces deux derniers pays étant géologiquement proches mais hydrographiquement garonnais, le Fézensac (Vic-Fezensac). 
L'Armagnac est bordé du Condomois ou Ténarèze au nord, de la Lomagne ou, plus précisément du Pays de Gaure (région de Fleurance), au nord-est, du Fézensaguet (Mauvezin) et du Gimois (Gimont) à l'est, de l'Astarac au sud-sud-est, de la Rivière-Basse puis du Vic-Bilh au sud-ouest.

## Géologie
Au Miocène Moyen, il y a entre 11 et 16 millions d’années, l’océan Atlantique envahissait le Bassin Aquitain, et notamment le Bas-Armagnac. Les dépôts marins du Miocène Moyen sont regroupés sous le terme général de « Sables Fauves ». Les dépôts continentaux, eux, sont représentés par un ensemble de terrains molassiques contenant de nombreux restes d’espèces terrestres.
L'Armagnac noir présente des sols argilo-siliceux sur sables fauves et de boulbène (argile dure chargée de concrétions, appelée aussi terrebouc), qui donne les eaux-de-vie les plus élégantes et les plus finement bouquetées, avec notamment des nuances de pruneau. En Ténarèze on trouve principalement des sols argilo-calcaires, donnant aux eaux-de-vie leur aptitude au vieillissement et un arôme caractéristique de violette.

## Site naturel

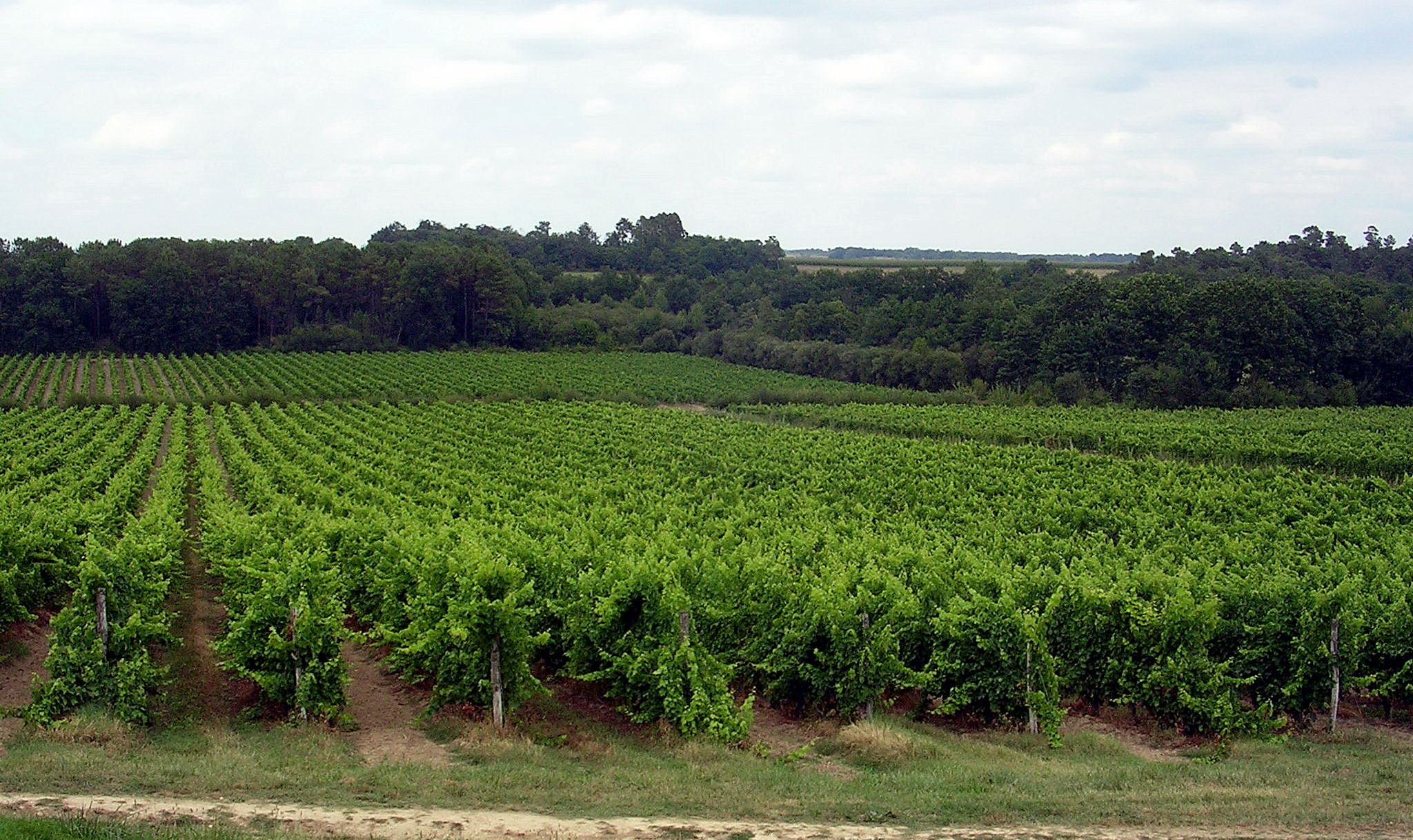
Le vignoble d'Armagnac, entre Gers et Landes.

Une superficie de 1 475,23 ha en Bas-Armagnac est site naturel inscrit par arrêté ministériel du 24 mars 1987. Le site s'étend sur les communes de Labastide-d'Armagnac, Mauvezin-d'Armagnac, Lagrange et Betbezer-d'Armagnac, toutes situées dans le département des Landes.

## Toponymie
Nombre de communes sont qualifiées par le nom de la province. Ainsi, dans le Gers : Bretagne-d'Armagnac, Campagne-d'Armagnac, Castex-d'Armagnac, Caupenne-d'Armagnac, Lias-d'Armagnac, Mauléon-d'Armagnac, Monlezun-d'Armagnac, Sainte-Christie-d'Armagnac, Saint-Martin-d'Armagnac ou Salles-d'Armagnac, Termes-d'Armagnac, et dans les Landes : Arthez-d'Armagnac, Betbezer-d'Armagnac, Créon-d'Armagnac, Labastide-d'Armagnac, Mauvezin-d'Armagnac ou Saint-Julien-d'Armagnac.

## Histoire

Armoiries des comtes d'Armagnac : d'argent au lion de gueules.

Les Auscii d'Elimberrum (Auch) et les Elusates d'Elusa (Eauze) sont les peuples antiques correspondant à cette province, qui était comprise dans la Gaule aquitaine.
La région fit ensuite partie du duché de Gascogne, puis du comté de Fezensac.
En 960, l'Armagnac devint un comté particulier, et eut pour premiers comtes Bernard le Louche, Géraud Trancaléon, Bernard II. Ce dernier posséda un instant tout le duché de Gascogne (1040-1052). Géraud III, son petit-fils, réunit à l'Armagnac le comté de Fezensac vers 1140. En 1163 on détacha pour un cadet un apanage dit comté de Fézensaguet.
La branche aînée s'étant éteinte dans les mâles (1245), Géraud V, fils du premier comte de Fezansaguet, devint comte d'Armagnac en 1256 ; mais à sa mort en 1285, les deux comtés furent à nouveau séparés. Jean Ier (1319-1373) et ses successeurs joignirent à l'Armagnac le comté de Rodez et le comté de Carlat, les vicomtés de Lomagne et d'Auvillar, le Comminges, le Charolais (qu'aliéna Jean III en 1390).
Jean III eut pour successeur son frère Bernard VII, chef de la faction des Armagnacs dans la guerre civile entre Armagnacs et Bourguignons. En 1473 périt le célèbre Jean V, adversaire acharné de Louis XI. Ce prince déclara, en 1481, l'Armagnac réuni à la couronne. Cependant le roi Charles VIII le rendit à Charles Ier, frère de Jean V.
À ce Charles Ier succédèrent le duc Charles d'Alençon, puis Henri d'Albret (tous deux époux de Marguerite, sœur de François Ier), ensuite Jeanne d'Albret, et enfin Henri IV, qui réunit définitivement ce comté à la couronne de France par son avènement en 1589.
En 1645, Louis XIV donna le titre de comte d'Armagnac à Henri de Lorraine, comte d'Harcourt, dont la postérité le porta jusqu'à la Révolution française.
Au XVIIIe siècle, le Comté d'Armagnac comprenait le Haut et Bas-Armagnac, le Comté de Vic-Fezensac, le Fezensaguet, l'Astarac, le Comté de Gaure, l'Eauzan, la Lomagne, le Comté de l'Isle-Jourdain, le Brulhois, la Vicomté de Rivière-Basse, le Comté des 4 Vallées (vallée d'Aure, de Neste, de Barousse et de Magnoac). Aujourd'hui le Comté d'Armagnac est dispersé dans les départements du Gers, des Hautes-Pyrénées, des Landes, de Tarn-et-Garonne, de Lot-et-Garonne et de la Haute-Garonne.